# BRI
Інтерфе́йс ба́зового рі́вня (англ. Basic Rate Interface, BRI) — забезпечує користувачеві надання двох цифрових каналів (ОЦК) по 64 кбіт/с (канал B) і односмуговий канал сигналізації D зі швидкістю передачі даних 16, 32 або 64 кбіт/с. Таким чином, максимальна швидкість передачі в інтерфейсі BRI (2B+D) становить Rmax=128+16=144 кбіт/с.